# Feet of Clay (film 1917)
Feet of Clay è un film muto del 1917 diretto da Harry Harvey.

## Trama
Brandsby Mordant, detective di Scotland Yard, mentre cerca di togliere dalle grinfie di una banda di truffatori il nipote Charles Easton, resta invischiato nel caso ed è accusato di essere uno dei criminali. Fuggito dal carcere di Dartmour, Mordant si mette sulle tracce dei malviventi. Insieme alla moglie Marie, si reca a San Francisco, dove si trova la gang, chiamata The Four (I Quattro). Uno di questi, Gassner, viene misteriosamente ucciso mentre Dorothy, la figlia di Glenister, uno degli altri soci, viene rapita. Mordant deve rivedere i suoi piani di vendetta quando però scopre che Dorothy in realtà non è figlia di Glenister ma di suo nipote Charles. L'uomo decide di lasciar perdere e di ritirarsi a vivere tranquillamente, ma un investigatore di Scotland Yard riesce a ritrovare l'evaso. Sarà Dorothy a salvarlo, convincendo il poliziotto a ritornare in Europa, lasciando Mordant libero di ricostruirsi una vita in America.

## Produzione
Il film fu prodotto dalla Balboa Amusement Producing Company. Venne girato a Long Beach, cittadina californiana dove la casa di produzione aveva la sua sede.

## Distribuzione
Distribuito dalla General Film Company, il film uscì nelle sale cinematografiche USA il 2 novembre 1917.